# Pages (gruppo musicale)
I Pages sono stati un gruppo musicale fusion e soft rock statunitense, fondato da Richard Page e Steve George, futuri membri dei Mr. Mister.

## Storia

### Gli inizi
I due fondatori del gruppo Richard Page (nato a Keokuk, Iowa il 16 maggio del 1953) e Steve George (nato in Illinois il 20 maggio del 1955) trascorsero la giovinezza a Phoenix in Arizona.
Presto si ritrovarono a suonare nei gruppi del liceo e a scrivere canzoni insieme.
Il giovane Richard, figlio di un direttore di coro, aveva iniziato prestissimo a studiare canto, e aveva anche preso lezioni di pianoforte.
Steve invece aveva sempre studiato il piano. Il padre di Richard portava i due in chiesa con lui per le prove del coro, ed è lì che i due cominciarono a scrivere i loro primi brani. Essendo loro dei musicisti prediligevano di più l'aspetto musicale nelle loro composizioni. Fu così che cominciarono a collaborare con il cugino di Steve John Lang (classe 1952), che si occupava della scrittura dei testi.
Durante questo periodo, oltre a scrivere del materiale loro, Page e George fecero parte di diverse band, cercando ingaggi tra Las Vegas, San Diego e Los Angeles, finendo sempre per ricollocarsi in quest'ultima.

### La nascita dei Pages e l'omonimo primo disco (1977 - 1978)
Nel 1977, Page e George furono reclutati da Andy Gibb, nel tour di supporto al suo primo album solista Flowing Rivers. Della sua backing band facevano parte anche Peter Leinheiser alla chitarra, Jerry Manfredi al basso e Russ Battelene alla batteria. Alla fine dell'anno, la band ormai compatta, incise alcune demo che arrivarono a Bobby Colomby (ex batterista dei Blood, Sweat & Tears, e in quegli anni intermediario della A&R), il quale propose al gruppo di firmare per la Epic Records. Nacquero così i Pages, che nel 1978, pubblicarono il loro primo omonimo album prodotto proprio da Colomby. Il disco, condito di importanti collaborazioni tra cui Michael Brecker, Victor Feldman, Philip Bailey e Bobby Colomby, presenta sonorità che spaziano dal soft rock di brani come Let it Go (cantata da Steve George) e This is for the Girls, al funk di Clearly Kim, al calypso di Love Dance fino al driving rock di Room at the Top. I testi furono firmati da John Lang. Dall'album fu estratto il singolo If I Saw You Again, che non riuscì però ne a imporsi in radio ne a classificarsi in Billboard, decretando il fallimento del disco. Come se ciò non bastasse, la band perse anche Leinheiser e Battelene, a causa di contrasti interni.

### Future Street (1979)
Dopo il fallimento del primo disco, i Pages non si dettero per vinti. Inclusero in formazione il chitarrista Charles "Icarus" Johnson e il batterista George Lawrence e incisero il loro secondo disco Future Street. Nuovamente prodotto da Colomby, presenta ospiti del calibro di Michael Brecker, Joey Trujillo, Jerry Hey, George Hawkins e Kenny Loggins. Quest'ultimo coscrive il brano Who's Right Who's Wrong, partecipa nei cori e ne realizza nello stesso anno una personale versione nel suo disco Keep the Fire. La direzione musicale si spinge più sul genere fusion, evidente in brani come Chemistry, Two People e Keep On Movin' , mantenendo le radici soft rock di brani come The Sailor's Song e Take My Heart Away e il driving rock della titletrack. Dall'album viene estratto il singolo I Do Believe in You, che debutta il 1º dicembre 1979 in Billboard classificandosi ottantaquattresimo. Il brano sarà coverizzato anni dopo anche da artisti quali Frank Stallone, Al Jarreau e Randy Crawford. Anche questo disco, tuttavia, fallì la classificazione in Billboard, portando alla fine dei rapporti lavorativi tra i Pages e la Epic.

### L'ultimo album Pages e la fine (1981)
Nel 1980, il gruppo, ormai ridotto ai soli Page e George, firmò per la Capitol Records, e incise il suo secondo omonimo album, sotto la produzione di Jay Graydon. Quest'ultimo figura anche come chitarrista sul disco insieme a Paul Jackson Jr., Steve Khan e al ritrovato "Icarus" Johnson. Altri grandi ospiti sono Neil Stubenhaus, Ralph Humphrey, Vinnie Colaiuta, Jeff Porcaro, Mike Baird, Tom Scott, Paulinho DaCosta e Al Jarreau. Stavolta la direzione musicale spinge più su un pop rock radiofonico "alla Toto" di brani come Sesatia, Automatic e Only a Dreamer, mantenendo sempre il soft rock di brani come Fearless, O.C.O.E. e Midnight Angel. Dall'album vennero estratti gli unici due singoli prodotti da Colomby, You Need a Hero e Come On Home, ma entrambi non riuscirono a entrare in classifica. Dopo il fallimento anche del terzo album, Page e George, decisero di mettere fine al progetto.

### Dopo i Pages
Nonostante l'insuccesso della band, Page e George si guadagnarono nell'ambiente grande rispetto, e così negli anni del gruppo e anche dopo comparvero su molti album di altri artisti lavorando ai cori. Tra i tanti lavorarono ai dischi di Al Jarreau, Donna Summer, Chaka Khan, REO Speedwagon, Kenny Loggins, Pointer Sisters e Village People, apparendo nei cori di molte hit americane da Top 20 tra la fine degli anni 70 e l'inizio degli anni 80. Nel 1982, nuovamente in tour con Andy Gibb, cominciarono a progettare la nascita di un nuovo progetto, quello che porterà alla formazione dei Mr. Mister.

## Formazione
- Richard Page - voce, pianoforte e tastiere (1977 - 1981)
- Steve George - tastiere, voce (1977 - 1981)
- John Lang - testi (1977 - 1981)
- Jerry Manfredi - basso (1977 - 1980)
- Peter Leinheiser - chitarra (1977 - 1978)
- Charles "Icarus" Johnson - chitarra (1979 - 1981)
- Russ Battelene - batteria (1977 - 1978)
- George Lawrence - batteria (1979 - 1980)

## Discografia
- 1978 - Pages
- 1979 - Future Street
- 1981 - Pages

## Singoli
| 1978                         | If I Saw You Again  | -  | Pages (1978)  |
| 1979                         | I Do Believe In You | 84 | Future Street |
| 1981                         | Come On Home        | -  | Pages (1981)  |
| 1981                         | You Need A Hero     | -  | Pages (1981)  |
| "—" singoli non classificati |                     |    |               |